# Стефан Тончев
Стефан Тончев Хинов е български политик.

## Биография
През 1924 г. завършва специалност „Право“ в Софийския университет. От 1923 г. е член на лявото крило на БЗНС, а от 1934 г. – на БЗНС Александър Стамболийски. В периода 1942 – 1944 г. участва в изграждането на Отечествения фронт.
От 1945 до 1947 г. е министър на железниците, пощите и телеграфите, а от 1947 до 1949 г. – министър на железопътните, автомобилните и водните съобщения. Отстранен е от правителството заради позицията си за сливане на БЗНС с Българската комунистическа партия, която е отхвърлена от самите комунисти.
Умира в София на 19 ноември 1977 г.